# Космос-1542
Космос-1542 је један од преко 2400 совјетских вјештачких сателита лансираних у оквиру програма Космос.
Космос-1542 је лансиран са космодрома Тјуратам, Бајконур, СССР, 7. марта 1984. Ракета-носач Сојуз је поставила сателит у орбиту око планете Земље. Маса сателита при лансирању је износила 6300 килограма. Космос-1542 је био војни сателит.